# Stedelijk Sportstadion De Warande

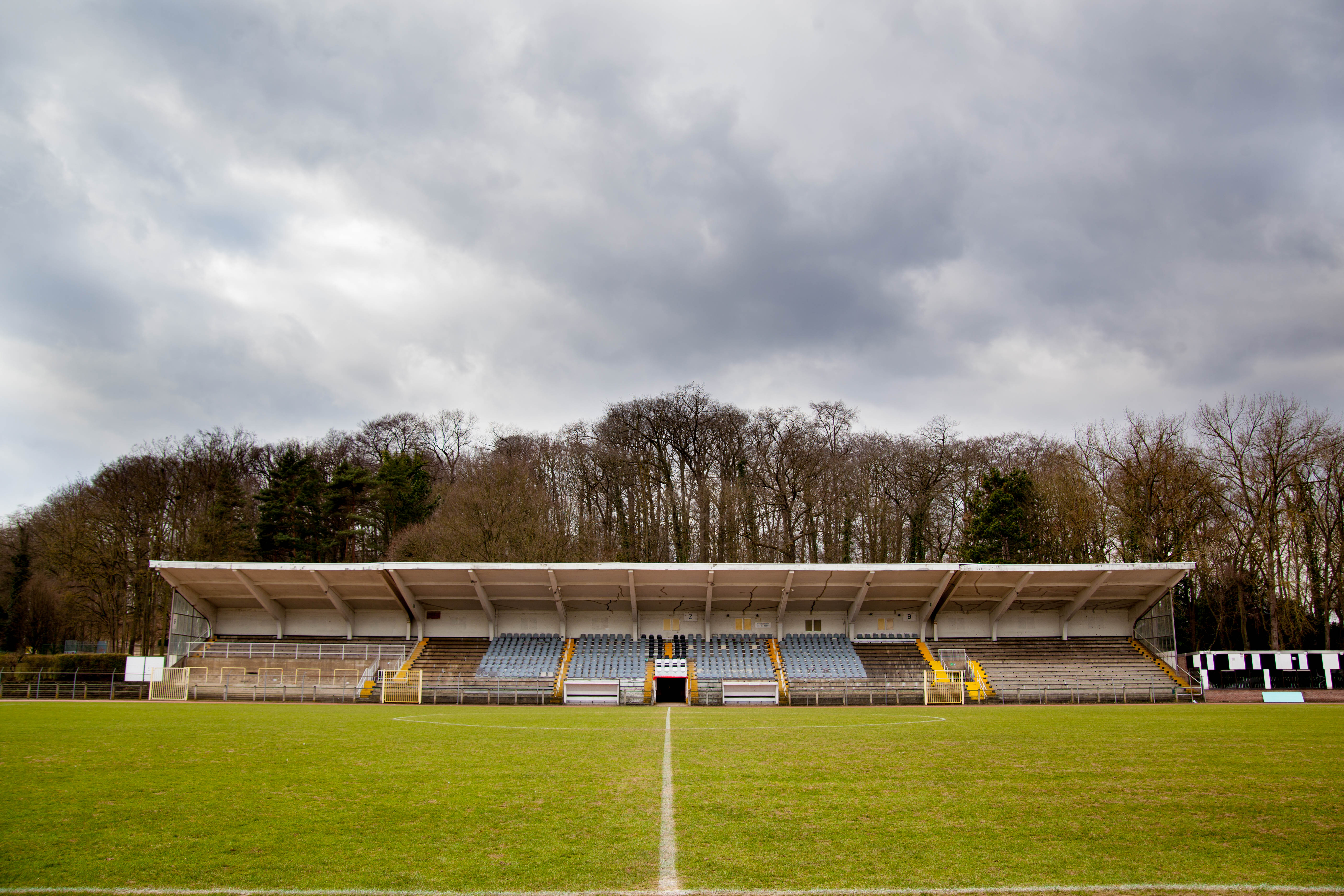
Hoofdtribune van Stedelijk Sportstadion De Warande in Diest, gefotografeerd in 2018.

Het Stedelijk Sportstadion De Warande is een stadion in het Warandepark in de Belgische stad Diest. Het is gebouwd in 1946 en is de thuisbasis van voetbalclubs KFC Diest en Sparta Schaffen FC maar ook van de Diestse Atletiekclub.

## Geschiedenis
Het stadion is gebouwd in 1946, twee jaar na de bouw, in 1948 werd de naam van Hooger Op Diest FC omgedoopt tot FC Diest, na een samensmelting met Standaard Atletiek Diest. Sinds deze samensmelting maken de Diestse voetbalclub en de Diestse Atletiekclub gebruik van het stadion. Later maakte ook voetbalclub Sparta Schaffen FC gebruik van het speelveld.
In 2017 werden de lokalen en de kleedkamers onder de zittribune gerenoveerd omdat ze er al een hele tijd slecht bij lagen.

## Capaciteit
Het Warandestadion biedt plaats aan ongeveer 8.000 toeschouwers. De overdekte zittribune heeft een capaciteit van ongeveer 2.500 mensen, ook kunnen er nog 2.000 mensen staan in de overdekte staantribune.

## Veld
Het veld behoort qua afmetingen tot een van de grootste in België en is omgeven door een atletiekpiste. Het grasveld van het Warandestadion bestaat uit natuurgras. De stad Diest is eigenaar van het stadion en de bespelers van het veld zijn de spelers van de herenploegen van KFC Diest en Sparta Schaffen FC. Ook het B-terrein van de Warande kent met zijn veldafmetingen van 100m x 50m een grote oppervlakte.